# Schizoglossa major
Schizoglossa major är en snäckart som beskrevs av Powell 1938. Schizoglossa major ingår i släktet Schizoglossa och familjen Rhytididae. Inga underarter finns listade i Catalogue of Life.